# كينتو هوري
كينتو هوري (باليابانية: 堀 健人) (13 يونيو 1982 في شيمونوسيكي في اليابان – )؛ هو لاعب كرة قدم ياباني سابق كان يلعب كلاعب وسط.

## وصلات خارجية
- كينتو هوري على موقع رابطة كرة القدم اليابانية للمحترفين (اليابانية)
- كينتو هوري على موقع Soccerway.com (الإنجليزية)